# Верхустя
Верхустя (біл. Вярхусце) — село в Білорусі, у Іванівському районі Берестейської області. Орган місцевого самоврядування — Лясковицька сільська рада.

## Географія
Розташоване за 4 км від Іванового.

## Історія
У 1917—1919 роках у селі працювала українська початкова школа, у якій навчалося 100 учнів, учителями були В. Малощицька та М. Кваєр. У 1926 році мешканці села звернулися до польського міністра освіти з вимогою відкрити у Верхусті українську школу.

## Населення
За переписом населення Білорусі 2009 року чисельність населення села становила 378 осіб.